# Bruno Carabetta
Bruno Carabetta (ur. 27 lipca 1966 w Miluzie) – francuski judoka.
Na Igrzyskach Olimpijskich w Seulu w 1988 zdobył brązowy medal w wadze półlekkiej (wraz z Japończykiem Yōsuke Yamamoto). Zajął piąte miejsce w Barcelonie 1992. Do jego osiągnięć należy także brązowy medal mistrzostw świata, który wywalczył w Belgradzie w 1989 (wraz z reprezentantem Związku Radzieckiego Siergiejem Kosmyninem). Piąty w 1991. Startował w Pucharze Świata w 1991 i 1992 roku. Ma w swoim dorobku również cztery medale mistrzostw Europy: trzy złote (1988, 1989, 1990) i srebrny (1992). Brązowy medalista wojskowych MŚ w 1986 roku. Dwukrotnie był mistrzem Francji (1988, 1991).